# Красное (озеро, Северо-Казахстанская область)
Красное (каз. Красное) — озеро в Жамбылском районе Северо-Казахстанской области Казахстана. Находится в 5 км к северо-востоку от села Ольговка.
По данным топографической съёмки 1940-х годов, площадь поверхности озера составляет 5,01 км². Наибольшая длина озера — 3,2 км, наибольшая ширина — 2,2 км. Длина береговой линии составляет 10,2 км, развитие береговой линии — 1,26. Озеро расположено на высоте 148 м над уровнем моря.